# Chef de l'exécutif des îles Malouines
Le chef de l'exécutif des îles Malouines (Chief Executive of the Falkland Islands en anglais) est le chef du gouvernement des îles Malouines, territoire britannique d'outre-mer, nommé par le gouverneur des îles Malouines au nom du monarque britannique. L'actuel titulaire de la fonction est Andy Keeling depuis le 5 avril 2021.

## Histoire
La fonction de chef de l'exécutif est créée en novembre 1983 et instaurée officiellement par la Constitution de 1985. Le chef de l'exécutif est à la tête du Conseil exécutif dont les membres siègent à l'Assemblée législative sans droit de vote.

## Liste des chefs de l'exécutif des îles Malouines
| Nom                                    | Début             | Fin               |
| -------------------------------------- | ----------------- | ----------------- |
| David G. P. Taylor                     | décembre 1983     | avril 1987        |
| Brian Cummings                         | avril 1987        | mai 1988          |
| Colin Redston (intérim)                | juin 1988         | août 1988         |
| Rex Browning (intérim)                 | août 1988         | septembre 1988    |
| David G. P. Taylor (intérim) (2e fois) | septembre 1988    | avril 1989        |
| Ronald Sampson                         | avril 1989        | septembre 1994    |
| Andrew Gurr                            | septembre 1994    | novembre 1999     |
| Michael Blanch                         | janvier 2000      | mars 2003         |
| Chris Simpkins                         | mars 2003         | 12 septembre 2007 |
| Michael Blanch (intérim) (2e fois)     | 12 septembre 2007 | 3 janvier 2008    |
| Tim Thorogood                          | 3 janvier 2008    | 1er février 2012  |
| Keith Padgett                          | 1er février 2012  | 3 octobre 2016    |
| Barry Rowland                          | 3 octobre 2016    | 5 avril 2021      |
| Andy Keeling                           | 5 avril 2021      | en fonction       |